# Haftgel
Haftgel (farsi هفتگل) è il capoluogo dello shahrestān di Haftgel, circoscrizione Centrale, nella provincia del Khūzestān. Aveva, nel 2006, una popolazione di 14.735 abitanti.